# Гогенберг, Эрнст фон
Эрнст фон Гогенберг (нем. Ernst von Hohenberg; 27 мая 1904, дворец Конопиште, Богемия, Австро-Венгрия — 6 марта 1954, Грац, Австрия) — австрийский аристократ, герцог фон Гогенберг в 1914—1919 годах. Представитель дома Гогенбергов.

## Биография
Герцог Эрнст Франц Игнац Альфонс Йозеф Мария Антон фон Гогенберг — один из трёх детей наследника австрийского престола эрцгерцога Франца Фердинанда и его супруги Софии Хотек. Вследствие морганатического брака родителей Эрнст, его брат и сестра были лишены прав на престол. После убийства родителей в 1914 году в Сараево, которое послужило причиной Первой мировой войны, опекуном несовершеннолетних детей был назначен князь Ярослав Тун-Гогенштайн (чеш. Jaroslav Thun-Hohenstein‎), женатый на их тётке Генриетте, старшей сестре покойной Софии Хотек. Детям повезло с опекуном. Главным приоритетом для него было благо сирот. Защищая их интересы, он осмеливался вступать в пререкания даже с кайзером.
Император Франц Иосиф I принял сирот лишь однажды. При рождении оба брата именовались князьями Гогенбергами, София — княгиней Гогенберг. В 1917 году император Карл I разрешил принять герцогский титул осиротевшим Максимилиану, Эрнсту и Софии.
В конце 1918 года, их владения и имущество в Чехословакии, в том числе дворцы в Конопиште и Хлумец-над-Цидлиноу, обширные земельные владения и поместья в разных частях Австро-Венгрии, горнорудные компании, акции, счета в банках, были национализированы.
В 1919 году по особому закону новой Чехословацкой Республики братья Гогенберги были высланы в Австрию, где жили в Вене и замке Артштеттен. Как и его старший брат Максимилиан, ставший после смерти родителей главой дома Гогенбергов, Эрнст выступал с монархических позиций и поддерживал тесные контакты с Отто фон Габсбургом.
Изучал растениеводство и лесоводство в Брукк-ан-дер-Мур. Был монархистом и ярым противником нацизма.
14 мая 1938 года Эрнст и его старший брат Максимилиан, публично выступили за независимость Австрии и против аншлюса с Третьим рейхом. В результате оба были арестованы и отправлены в концентрационный лагерь в Дахау. Имущество семьи, а это было самая крупная частная конфискация в Третьем Рейхе, в 1939 было конфисковано. Заключение братьев Гогенбергов было встречено многочисленными протестами на Западе.
Будущий федеральный канцлер Леопольд Фигль вспоминал, что братья стойко сносили все унижения заключения и по-товарищески относились к другим узникам. Благодаря ходатайствам жены перед Германом Герингом Максимилиан был освобождён через полгода заключения, а Эрнст был переведён в концентрационный лагерь Бухенвальд, где находился до 1943 года, пробыв в концлагерях в общей сложности более пяти лет.
Умер 5 марта 1954 года в Граце от последствий пребывания в концлагерях и был похоронен в склепе церкви при Артштеттенском замке в Нижней Австрии рядом со своими родителям.

## Семья
25 мая 1936 года вступил в брак с Марией Терезой Вуд, дочерью английского аристократа и венгерской графини, с которой имел двух сыновей:
- Франц Фердинанд Гогенберг (14 марта 1937 — 8 августа 1978), женился на Хайде Цехлинг (1941—2015). У них родился один сын:
  - Франц Фердинанд Гогенберг (род. 24 мая 1969), 24 сентября 1994 года, женился на Кристиане Пиркер (род. 1970). У них родился один сын.
- Эрнст Георг Гогенберг (1 марта 1944 — 12 января 2023),[4] первый раз женился на Патриции Сезар (род. 1950) в 1973 году; они развелись в 1999 году. В 2007 году он женился на Маргарете Анне Ндиси (род. 1959). У него есть дочь от первого брака:
  - Ева Гогенберг (род. 1 декабря 1974), в 2005 году вышла замуж за Алессандро Геромеллу (род. 1965). Супруги развелись в 2008 году. В 2022 году помолвлена с Питером Майером. Детей не имеет.